# منتخب بلجيكا لكرة القدم الشاطئية
منتخب بلجيكا الوطني لكرة القدم الشاطئية (بالفرنسية: Équipe de Belgique de football de plage)‏ هو ممثل بلجيكا الرسمي في المنافسات الدولية في كرة قدم شاطئية ، يديريه الاتحاد الملكي البلجيكي لكرة القدم.